# Bucey-lès-Gy
Ne doit pas être confondu avec Bucey-en-Othe, Bucey-lès-Traves ou Busset.
Bucey-lès-Gy est une commune française située dans le département de la Haute-Saône, la région culturelle et historique de Franche-Comté et la région administrative Bourgogne-Franche-Comté.
Ses habitants sont les Bucéens.
Elle bénéficie du label de Cité de Caractère de Bourgogne-Franche-Comté.

## Géographie

### Communes limitrophes
| Vellefrey-et-Vellefrange | Vantoux-et-Longevelle | Velleclaire         |
| Gy                       | Bucey-lès-Gy          | Oiselay-et-Grachaux |
|                          | Gézier-et-Fontenelay  | Montboillon         |

### Climat
Pour des articles plus généraux, voir Climat de la Bourgogne-Franche-Comté et Climat de la Haute-Saône.
En 2010, le climat de la commune est de type climat des marges montargnardes, selon une étude du Centre national de la recherche scientifique s'appuyant sur une série de données couvrant la période 1971-2000. En 2020, Météo-France publie une typologie des climats de la France métropolitaine dans laquelle la commune est exposée à un climat semi-continental et est dans la région climatique  Lorraine, plateau de Langres, Morvan, caractérisée par un hiver rude (1,5 °C), des vents modérés et des brouillards fréquents en automne et hiver. 
Pour la période 1971-2000, la température annuelle moyenne est de 10,7 °C, avec une amplitude thermique annuelle de 17,5 °C. Le cumul annuel moyen de précipitations est de 1 034 mm, avec 13,3 jours de précipitations en janvier et 9,4 jours en juillet. Pour la période 1991-2020, la température moyenne annuelle observée sur la station météorologique installée sur la commune est de 11,6 °C et le cumul annuel moyen de précipitations est de 1 032,6 mm. 
La température maximale relevée sur cette station est de 41,5 °C, atteinte le 8 août 2003 ; la température minimale est de −23 °C, atteinte le 2 janvier 1971,,. 
| Mois                                  | jan.           | fév.           | mars           | avril           | mai           | juin           | jui.          | août          | sep.          | oct.          | nov.           | déc.            | année     |
| ------------------------------------- | -------------- | -------------- | -------------- | --------------- | ------------- | -------------- | ------------- | ------------- | ------------- | ------------- | -------------- | --------------- | --------- |
| Température minimale moyenne (°C)     | 0,1            | 0,1            | 2,4            | 4,9             | 9,1           | 12,5           | 14,3          | 14            | 10,3          | 7,4           | 3,2            | 0,9             | 6,6       |
| Température moyenne (°C)              | 3,1            | 4              | 7,7            | 11,1            | 15,2          | 18,7           | 20,7          | 20,4          | 16,2          | 12            | 6,8            | 3,7             | 11,6      |
| Température maximale moyenne (°C)     | 6,1            | 8              | 13             | 17,3            | 21,3          | 25             | 27,2          | 26,9          | 22            | 16,6          | 10,3           | 6,6             | 16,7      |
| Record de froid (°C) date du record   | −23 02.01.1971 | −17 03.02.1963 | −15 06.03.1971 | −5,5 10.04.1977 | −4 01.05.1976 | 0,5 30.06.1960 | 3 01.07.1962  | 2 31.08.1959  | −2 27.09.1972 | −9 31.10.1997 | −10 30.11.1978 | −18 26.12.1962  | −23 1971  |
| Record de chaleur (°C) date du record | 18,6 01.01.23  | 23,5 27.02.19  | 26,7 31.03.21  | 31 21.04.18     | 34 27.05.05   | 38,8 18.06.22  | 40,7 25.07.19 | 41,5 08.08.03 | 35,3 10.09.23 | 30 07.10.09   | 23 08.11.15    | 19,5 16.12.1989 | 41,5 2003 |
| Précipitations (mm)                   | 80,7           | 74,1           | 74,7           | 74,7            | 101,2         | 82,6           | 92,7          | 78,5          | 85,1          | 95,1          | 99,6           | 93,6            | 1 032,6   |

| Diagramme climatique                                  |          |           |             |              |            |              |            |            |             |             |            |
| J                                                     | F        | M         | A           | M            | J          | J            | A          | S          | O           | N           | D          |
| 6,10,180,7                                            | 80,174,1 | 132,474,7 | 17,34,974,7 | 21,39,1101,2 | 2512,582,6 | 27,214,392,7 | 26,91478,5 | 2210,385,1 | 16,67,495,1 | 10,33,299,6 | 6,60,993,6 |
| Moyennes : • Temp. maxi et mini °C • Précipitation mm |          |           |             |              |            |              |            |            |             |             |            |

Les paramètres climatiques de la commune ont été estimés pour le milieu du siècle (2041-2070) selon différents scénarios d'émission de gaz à effet de serre à partir des nouvelles projections climatiques de référence DRIAS-2020. Ils sont consultables sur un site dédié publié par Météo-France en novembre 2022.

## Urbanisme

### Typologie
Au 1er janvier 2024, Bucey-lès-Gy est catégorisée commune rurale à habitat dispersé, selon la nouvelle grille communale de densité à sept niveaux définie par l'Insee en 2022.
Elle est située hors unité urbaine. Par ailleurs la commune fait partie de l'aire d'attraction de Besançon, dont elle est une commune de la couronne,. Cette aire, qui regroupe 310 communes, est catégorisée dans les aires de 200 000 à moins de 700 000 habitants,.

### Occupation des sols
L'occupation des sols de la commune, telle qu'elle ressort de la base de données européenne d’occupation biophysique des sols Corine Land Cover (CLC), est marquée par l'importance des forêts et milieux semi-naturels (56,1 % en 2018), en augmentation par rapport à 1990 (54,3 %). La répartition détaillée en 2018 est la suivante : 
forêts (46,4 %), zones agricoles hétérogènes (21,2 %), terres arables (11,1 %), milieux à végétation arbustive et/ou herbacée (9,7 %), prairies (7,1 %), zones urbanisées (2,4 %), cultures permanentes (1,2 %), mines, décharges et chantiers (1 %). L'évolution de l’occupation des sols de la commune et de ses infrastructures peut être observée sur les différentes représentations cartographiques du territoire : la carte de Cassini (XVIIIe siècle), la carte d'état-major (1820-1866) et les cartes ou photos aériennes de l'IGN pour la période actuelle (1950 à aujourd'hui).

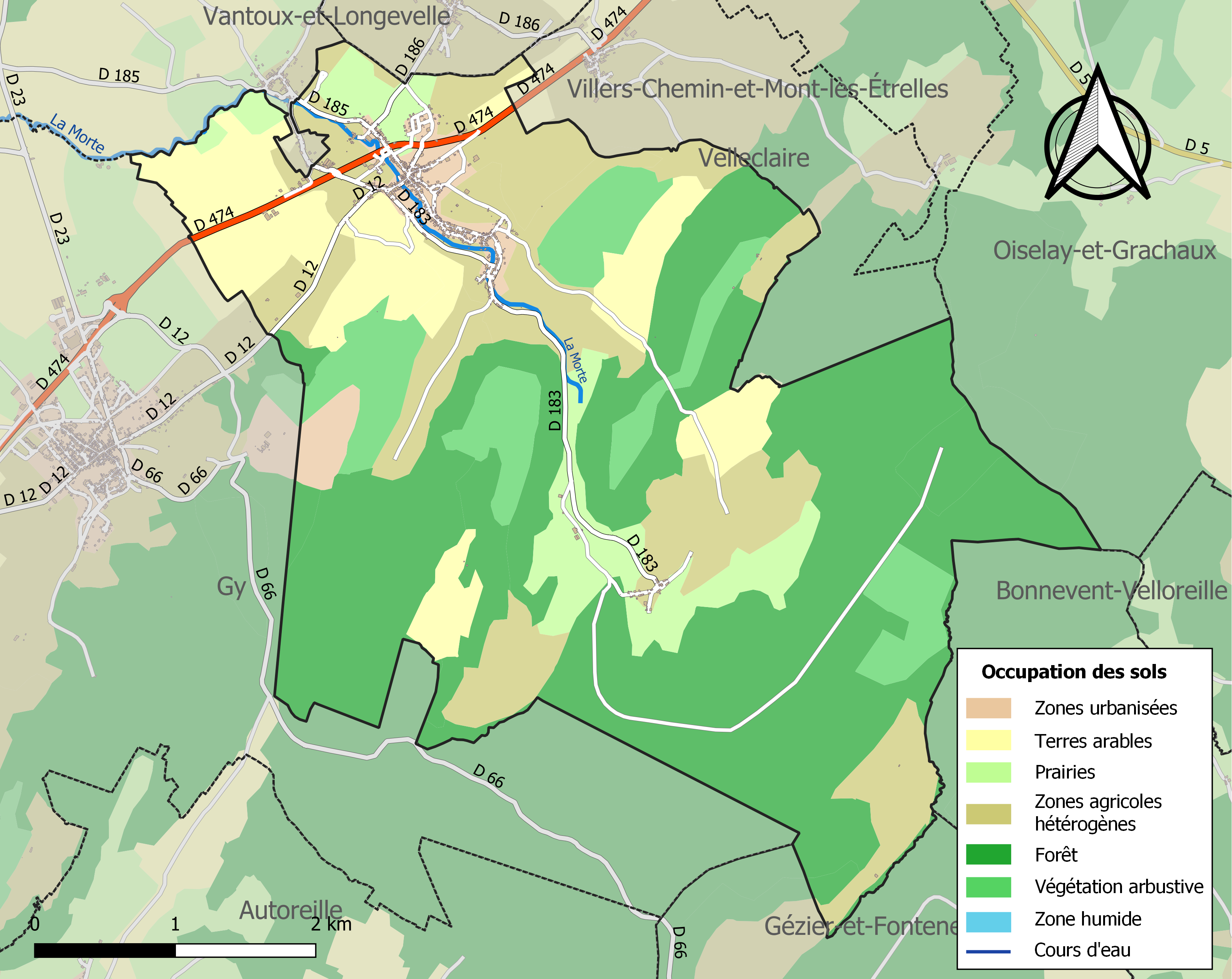
Carte des infrastructures et de l'occupation des sols de la commune en 2018 (CLC).

## Histoire
Lors de la Libération de la France, le hameau de Saint-Maurice a été incendié par les troupes nazies le 28 juillet 1944.

## Politique et administration

### Rattachements administratifs et électoraux
La commune fait partie de l'arrondissement de Vesoul du département de la Haute-Saône, en région Bourgogne-Franche-Comté. Pour l'élection des députés, elle dépend de la première circonscription de la Haute-Saône.
Elle faisait partie depuis 1793 du canton de Gy. Dans le cadre du redécoupage cantonal de 2014 en France, la commune est désormais intégrée au canton de Marnay.

### Intercommunalité
Bucey-lès-Gy est membre de la communauté de communes des Monts de Gy, un établissement public de coopération intercommunale (EPCI) à fiscalité propre créé fin 1999 et auquel la commune a transféré un certain nombre de ses compétences, dans les conditions déterminées par le code général des collectivités territoriales.

### Liste des maires
| Période                                  | Période                      | Identité        | Étiquette | Qualité                                                      |
| ---------------------------------------- | ---------------------------- | --------------- | --------- | ------------------------------------------------------------ |
| Les données manquantes sont à compléter. |                              |                 |           |                                                              |
| 1944                                     | 1945                         | Antoine Bernard |           |                                                              |
| 1945                                     | 1947                         | Georges Bouton  |           |                                                              |
| 1947                                     | 1950                         | Georges Faivre  |           |                                                              |
| 1950                                     | 1953                         | Aimé Viard      |           |                                                              |
| 1953                                     | 1971                         | André Branche   |           |                                                              |
| 1971                                     | 1995                         | Paul Cheviet    | DVG       | Agriculteur Ancien Président du CDJA de Haute-Saône[Quand ?] |
| 1995                                     | avril 2003                   | Bernard Clade   |           | Agent de maitrise                                            |
| 4 mai 2003                               | 2003                         | Stéphane Rabbe  |           | Intérim                                                      |
| mai 2003                                 | mars 2008                    | Pascale Poulnot |           | Cadre administratif                                          |
| mars 2008                                | juin 2020                    | Émile Ney       |           | Maroquinier                                                  |
| juin 2020,                               | En cours (au 5 février 2021) | Freddy Kopec    |           | Agent SNCF Vice-président de la CC des Monts de Gy (2020 → ) |

## Population et société

### Démographie
L'évolution du nombre d'habitants est connue à travers les recensements de la population effectués dans la commune depuis 1793. Pour les communes de moins de 10 000 habitants, une enquête de recensement portant sur toute la population est réalisée tous les cinq ans, les populations de référence des années intermédiaires étant quant à elles estimées par interpolation ou extrapolation. Pour la commune, le premier recensement exhaustif entrant dans le cadre du nouveau dispositif a été réalisé en 2007.

En 2022, la commune comptait 579 habitants, en évolution de −3,66 % par rapport à 2016 (Haute-Saône : −1,4 %, France hors Mayotte : +2,11 %).
| 1793  | 1800  | 1806  | 1821  | 1831  | 1836  | 1841  | 1846  | 1851  |
| ----- | ----- | ----- | ----- | ----- | ----- | ----- | ----- | ----- |
| 1 580 | 1 744 | 1 762 | 1 623 | 1 744 | 1 778 | 1 752 | 1 739 | 1 660 |

| 1856  | 1861  | 1866  | 1872  | 1876  | 1881  | 1886  | 1891  | 1896  |
| ----- | ----- | ----- | ----- | ----- | ----- | ----- | ----- | ----- |
| 1 369 | 1 457 | 1 435 | 1 415 | 1 348 | 1 366 | 1 206 | 1 117 | 1 037 |

| 1901  | 1906  | 1911 | 1921 | 1926 | 1931 | 1936 | 1946 | 1954 |
| ----- | ----- | ---- | ---- | ---- | ---- | ---- | ---- | ---- |
| 1 066 | 1 009 | 924  | 800  | 705  | 615  | 630  | 559  | 655  |

| 1962 | 1968 | 1975 | 1982 | 1990 | 1999 | 2006 | 2007 | 2012 |
| ---- | ---- | ---- | ---- | ---- | ---- | ---- | ---- | ---- |
| 658  | 623  | 572  | 581  | 583  | 593  | 636  | 643  | 635  |

| 2017 | 2022 | - | - | - | - | - | - | - |
| ---- | ---- | - | - | - | - | - | - | - |
| 592  | 579  | - | - | - | - | - | - | - |

### Manifestations culturelles et festivités
Le festival « Mémoire de cités », organisé par l’association « Patrimoine et Environnement des Monts de Gy »
, a tenu sa sixième édition en 2016.

## Culture locale et patrimoine

### Lieux et monuments
Église Saint-Martin
L'église  possède un clocher comtois remarquable.
Mairie-lavoir
La mairie-lavoir est inscrite au titre des monuments historiques en 1975.
Presbytère
Le presbytère, œuvre de Christophe Colard, architecte graylois, est inscrit à l'inventaire des monuments historiques. Inhabité depuis 1985 et  utilisé pour accueillir à des manifestations culturelles, il est réhabilité pour devenir en 2018 la nouvelle mairie - espace culturel.
Chapelles
- Chapelle Notre-Dame-du-Chêne-béni[25].
- Chapelle du cimetière.
- Chapelle de Saint-Maurice.

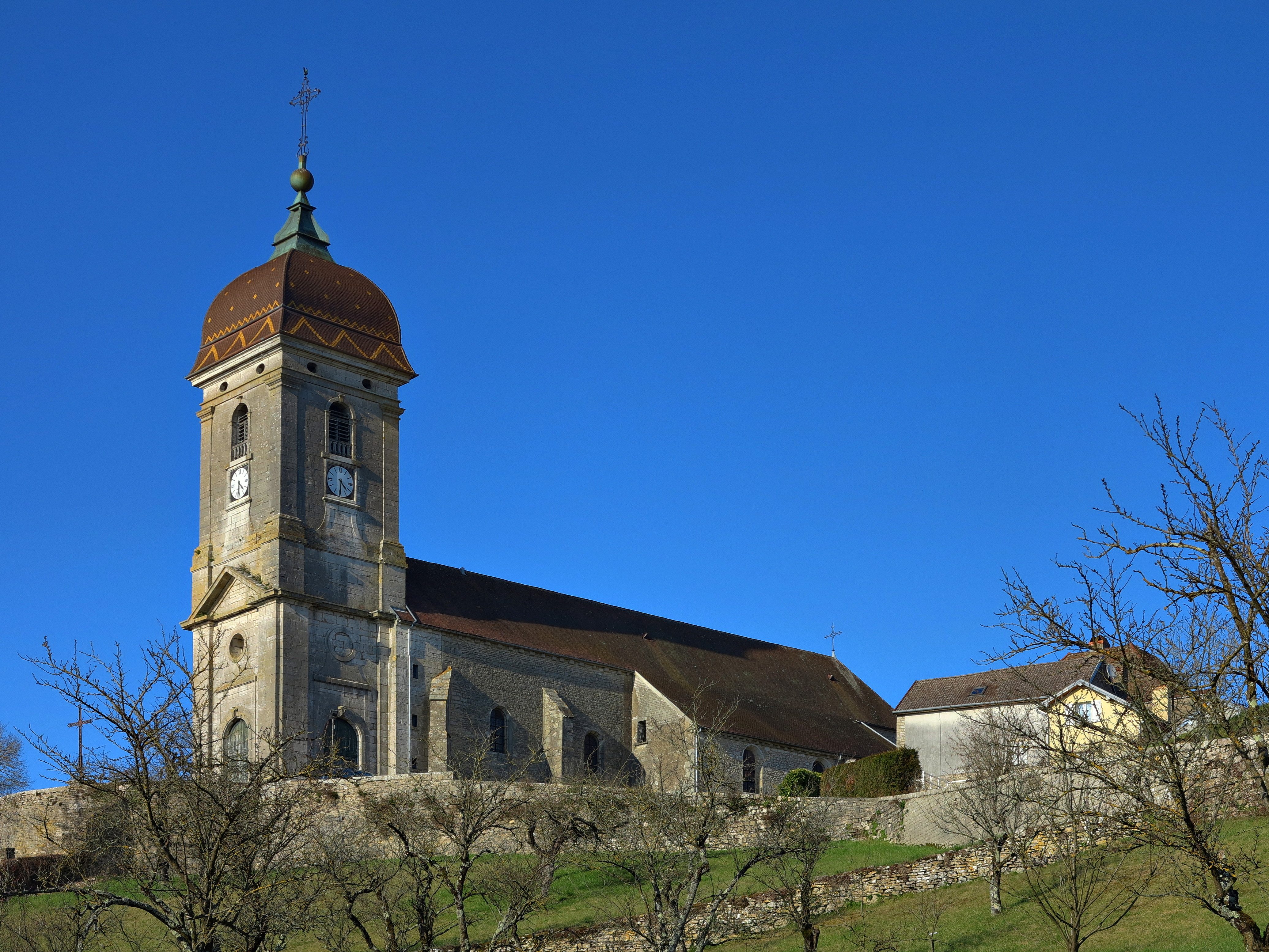
L'église.
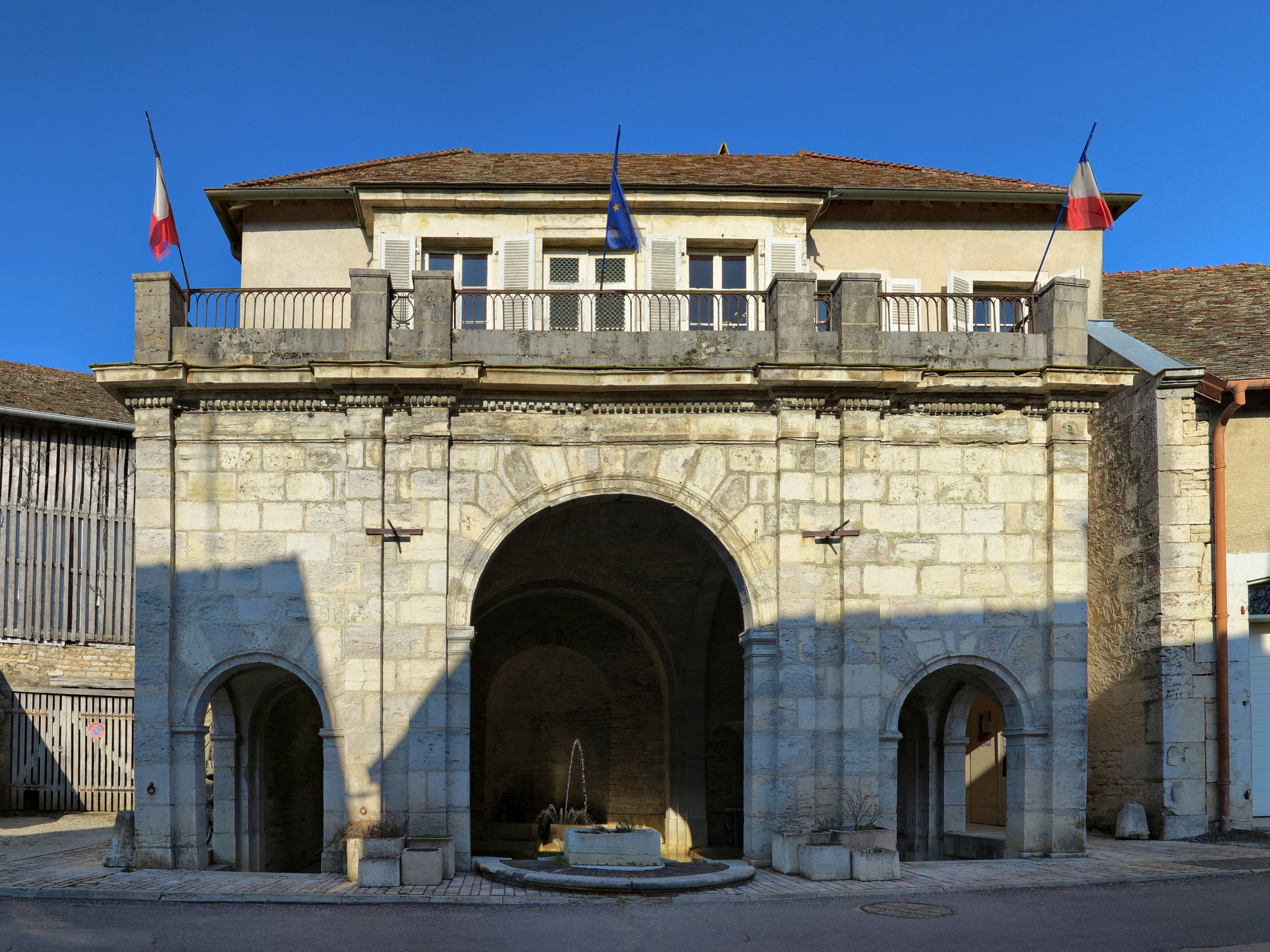
La mairie-lavoir.
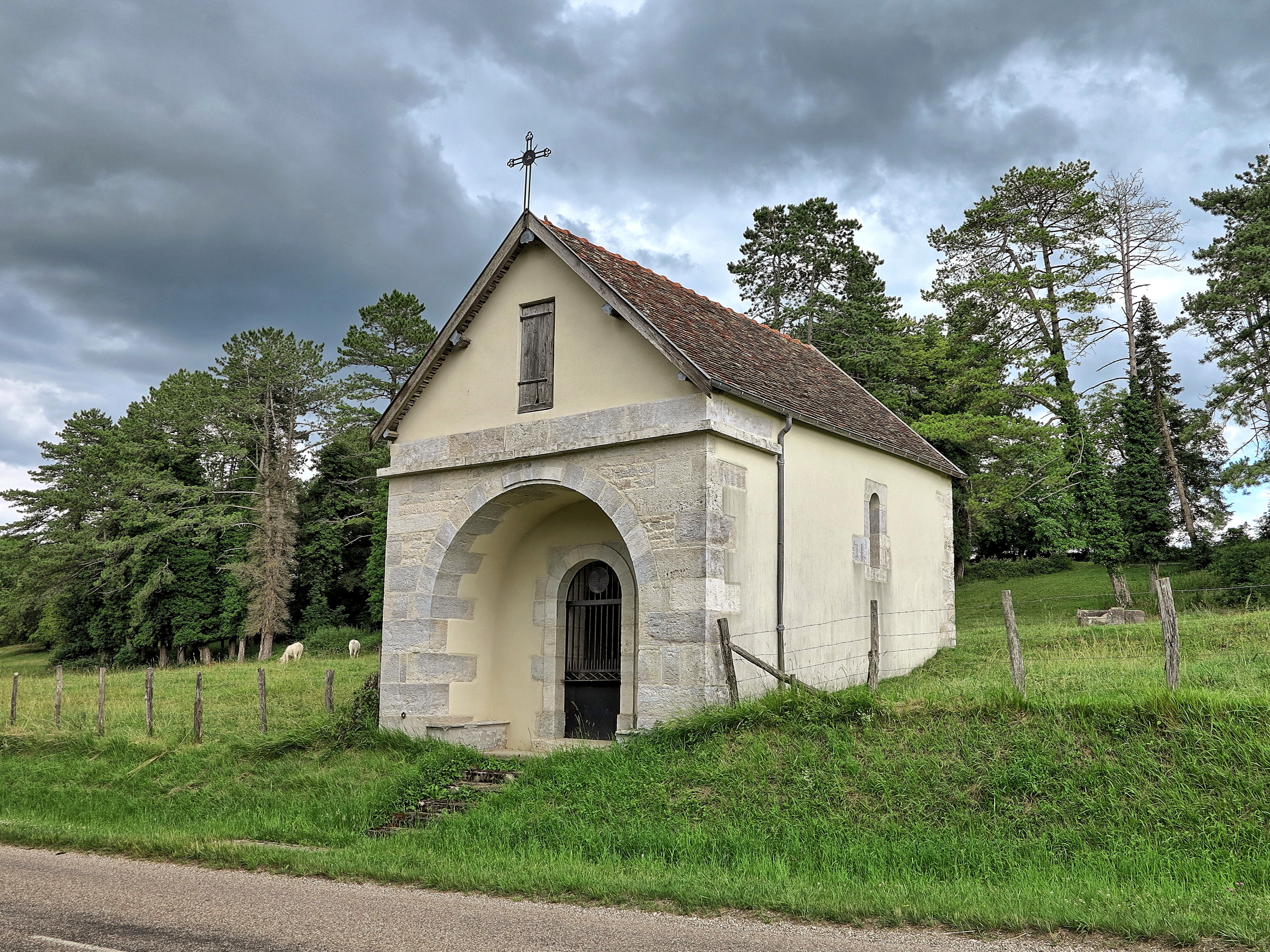
la chapelle Notre-Dame-du-Chêne-béni.
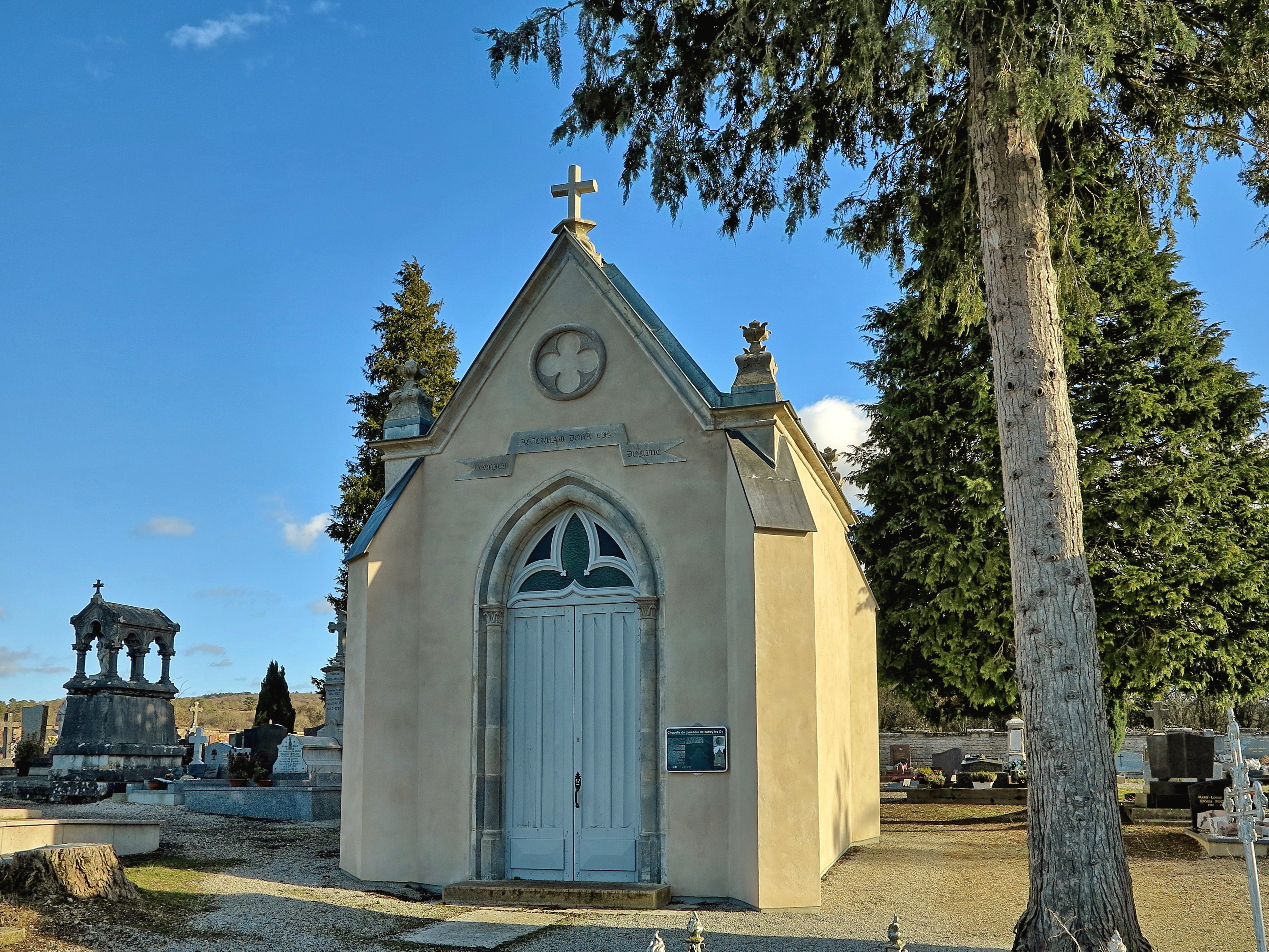
La chapelle du cimetière.
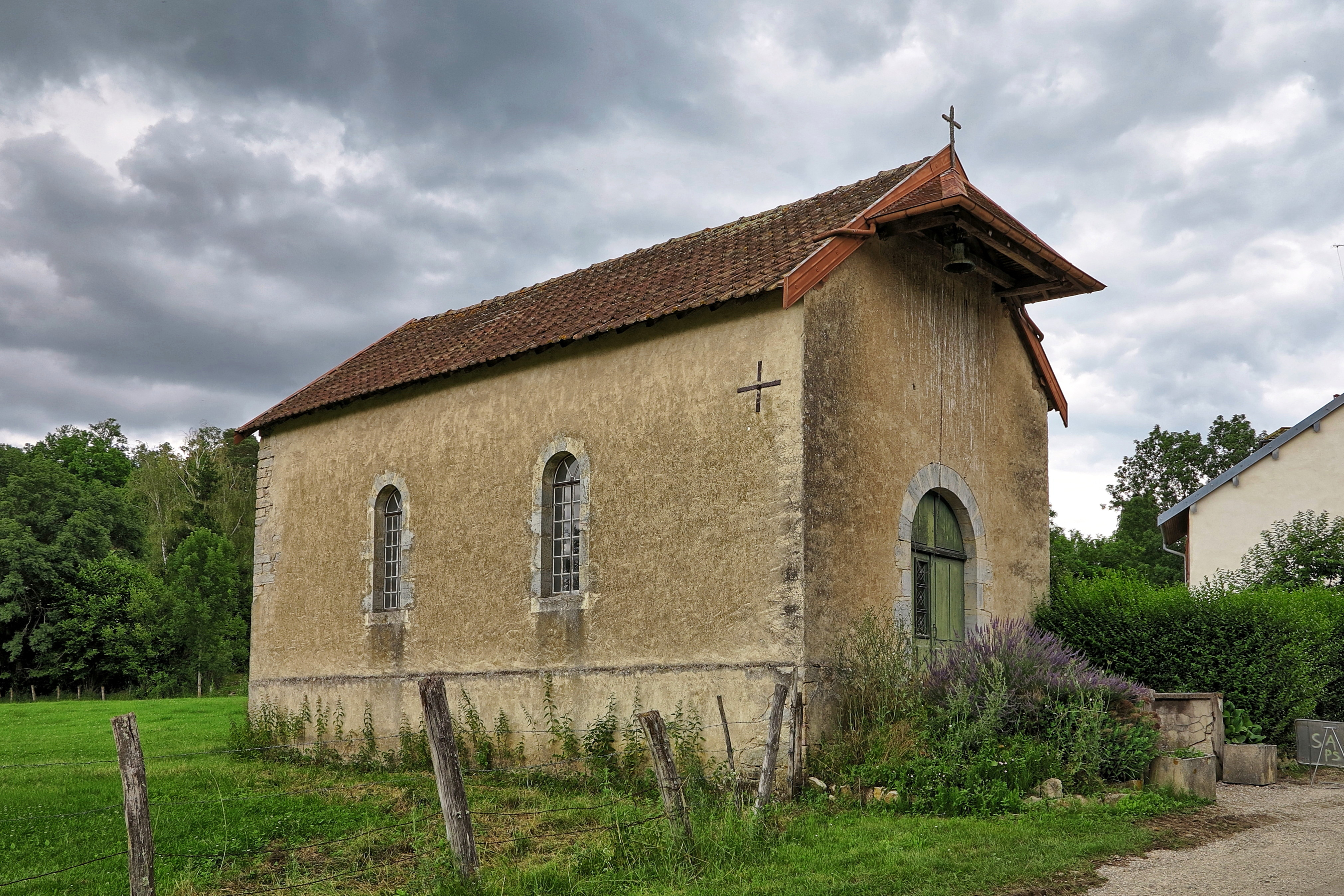
La chapelle de Saint-Maurice.

Nombreuses constructions recensées dans la base Mérimée
- Fermes typiques de l'habitat vigneron ;
- Moulin[26] et son canal ;
- Pont[27] sur la Morthe ;
- Lavoir de Roche[28] ;
- Fontaine de Saint-Maurice[29] ;

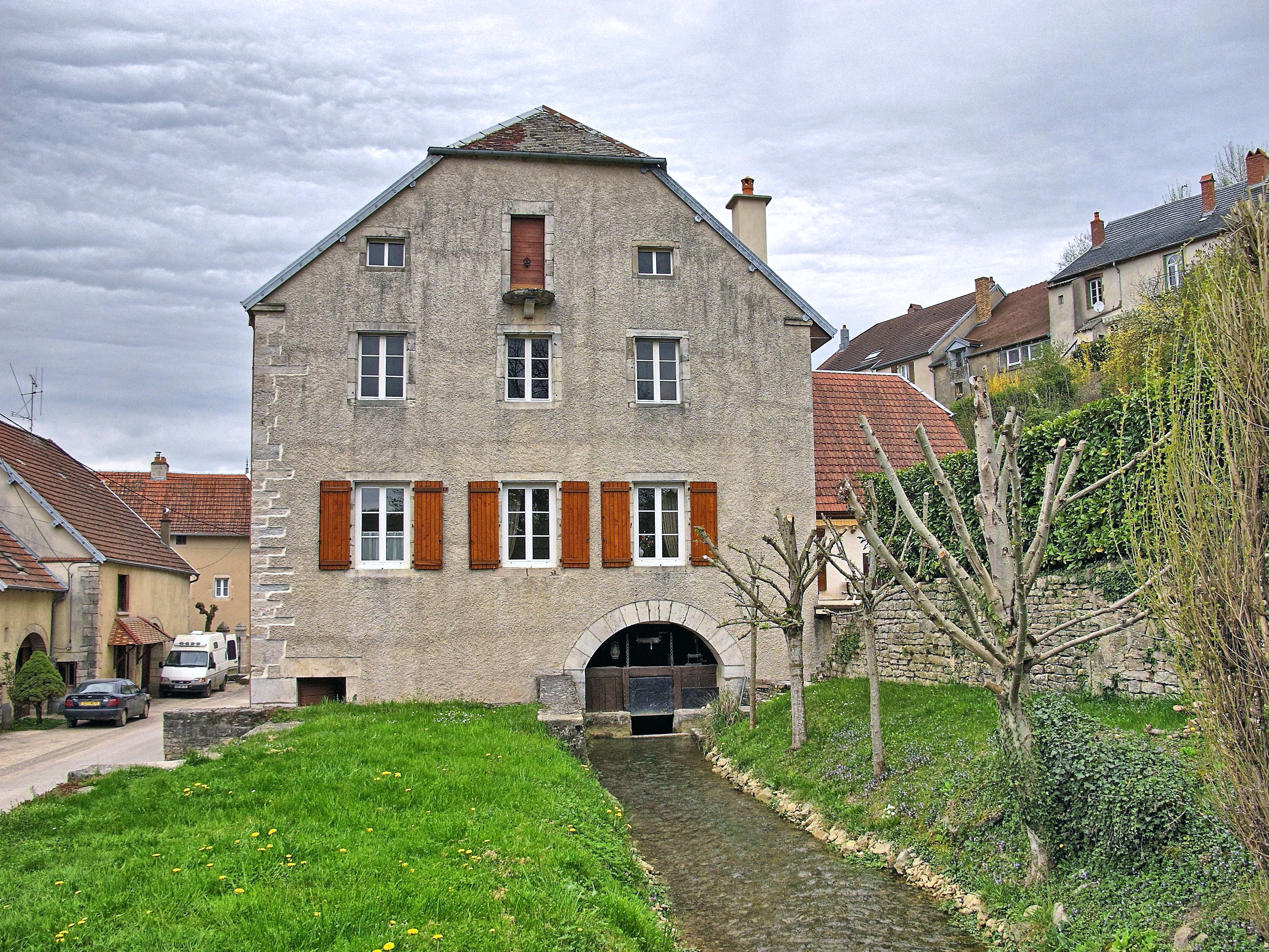
Le moulin et le canal.
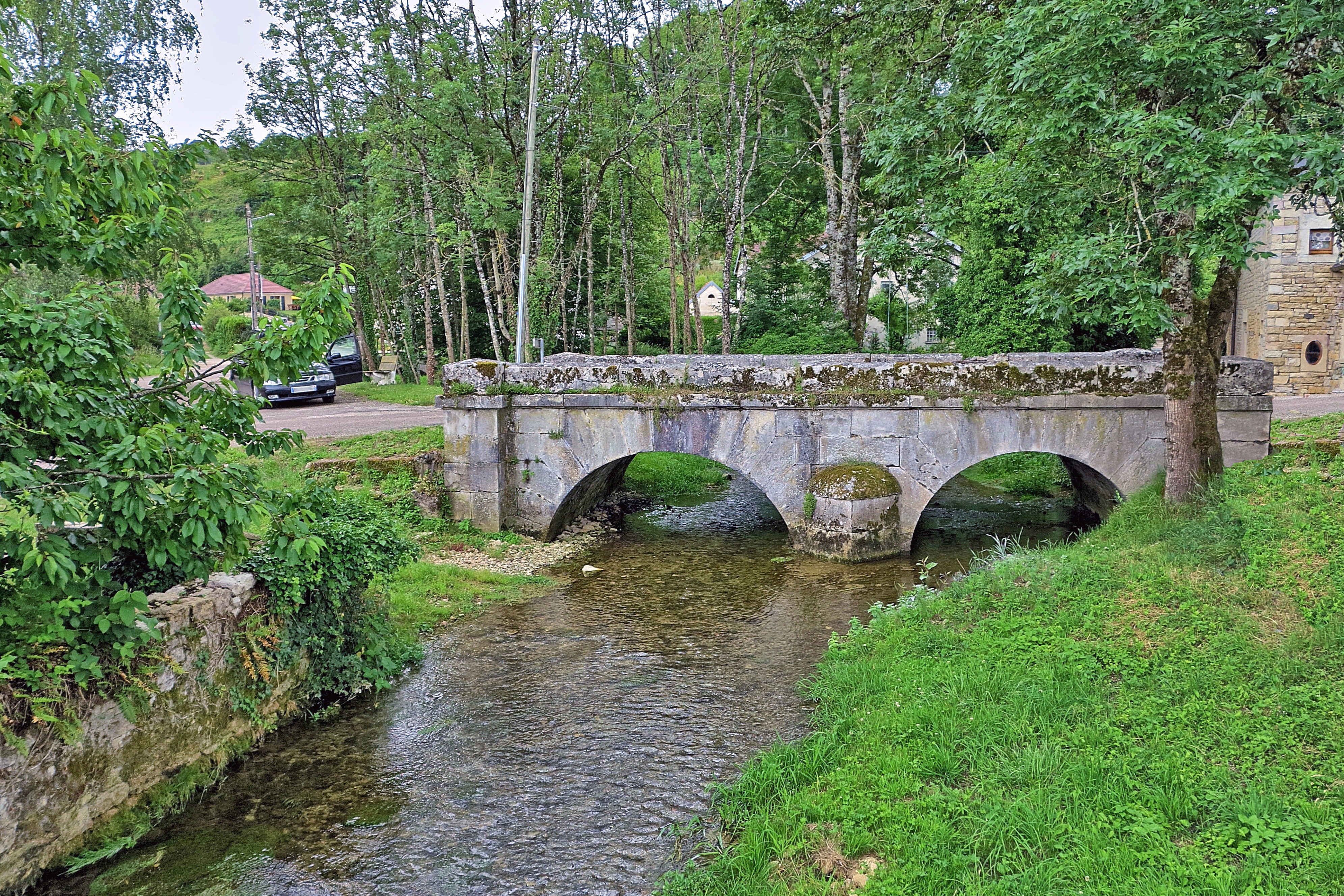
Le pont sur la Morthe.
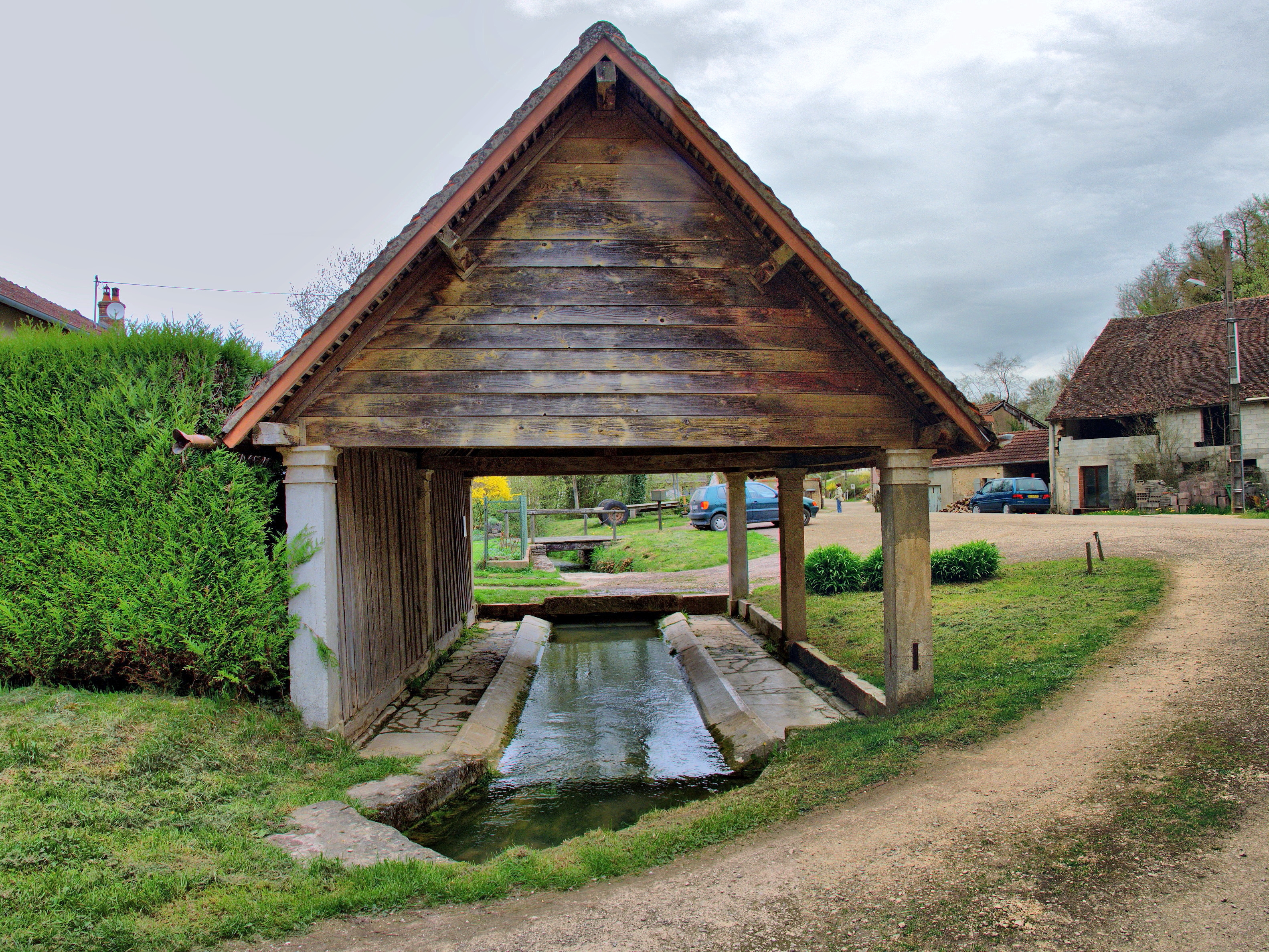
le lavoir de Roche.
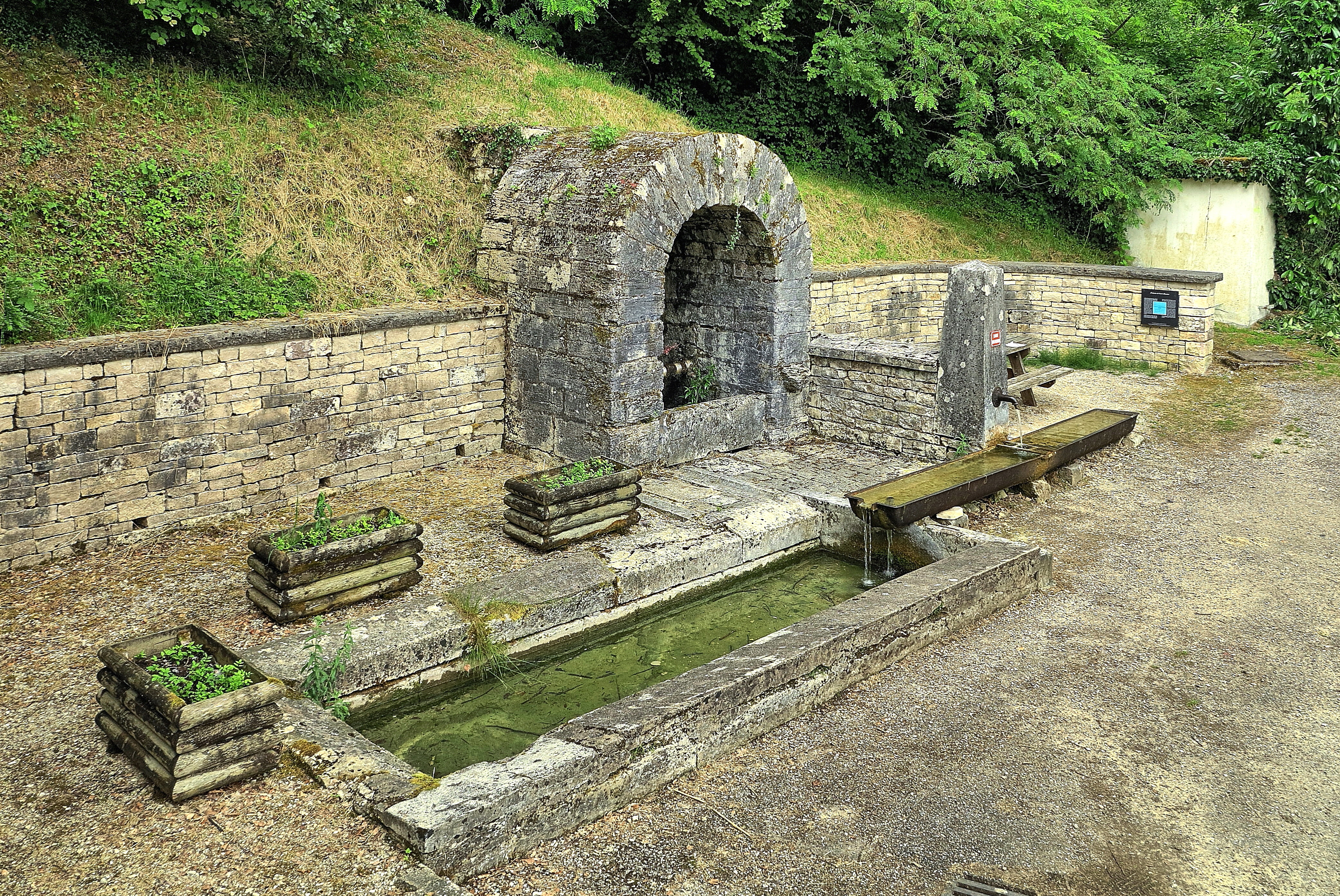
La fontaine de Saint-Maurice.

Autres lieux
- Sources de la Morthe ;
- Plan d'eau aménagé avec jeux dont la « tornade » ;
- Aérodrome ;
- Réserve naturelle régionale du Vallon de Fontenelay.

### Personnalités liées à la commune
- Rosalie Chapelin, née à Bucey-lès-Gy, au hameau de Roche, devenue sœur Rosalie Chapelin du noviciat des sœurs du Saint-Cœur de Marie. Elle prononce ses vœux en 1850 puis part  en 1851 pour l’Afrique où elle devient sœur hospitalière à Gorée puis responsable du noviciat des filles du sacré-cœur de Marie, à Dakar[30].

### Héraldique
|  | Les armes de la commune se blasonnent ainsi : mi-parti : au 1) de gueules à l’aigle bicéphale d’or, au 2) d’or au cep de sable fruité de trois grappes de gueules et feuillé de cinq pièces de sinople. |